# سدار اسپرینگز (تگزاس)
سدار اسپرینگز (به انگلیسی: Cedar Springs) یک منطقهٔ مسکونی در ایالات متحده آمریکا است که در شهرستان فالز، تگزاس واقع شده‌است. سدار اسپرینگز ۱۳۱٫۰۷ متر بالاتر از سطح دریا واقع شده‌است.